# Ricki Herbert
Ricki Herbert   (Auckland, 10 d'abril de 1961) és un exfutbolista neozelandès de la dècada de 1980 i entrenador.
Fou internacional amb la selecció de futbol de Nova Zelanda amb la qual participà a la Copa del Món de futbol de 1982.
Pel que fa a clubs, destacà a Wolverhampton Wanderers.
Trajectòria com a entrenador:
- 2005–2013:  Nova Zelanda
- 2006–2007: New Zealand Knights
- 2007–2013: Wellington Phoenix
- 2014–2015: NorthEast United
- 2015: Papua Nova Guinea U23
- 2015–2016:  Maldives
- 2017–: Hamilton Wanderers